# Henricia oculata
Henricia oculata är en sjöstjärneart som först beskrevs av Thomas Pennant 1777.  Henricia oculata ingår i släktet Henricia och familjen krullsjöstjärnor. Inga underarter finns listade i Catalogue of Life.